# Petre Steinbach
Petre Steinbach (ur. 1 stycznia 1906 w Temesvár, zm. 1996) – rumuński piłkarz, reprezentant kraju.

## Kariera piłkarska
Steinbach urodził się 1 stycznia 1906 Temesvár. Zaczął grać w piłkę nożną w 1925 w RGM Timișoara. W 1928 wyjechał z rodzinnego miasta, zostając piłkarzem Colțea Brașov. Rok później przeniósł się do Unirea Tricolor Bukareszt.
Po pierwszych trzech latach gry w lidze regionalnej, zadebiutował w Liga I 4 września 1932 w wygranym 4:1 u siebie meczu z AMEF Arad. Podczas jego dziesięciu sezonów spędzonych w Unirei najważniejszym wydarzeniem było zajęcie drugiego miejsce w sezonie 1933/34 i dotarcie do finału Pucharu Rumunii w 1936 jako zawodnik-trener, grając w przegranym 1:5 meczu finałowym z Ripensią Timișoarą. 
Po raz ostatni w Liga I wystąpił 10 kwietnia 1938, w przegranym 1:6 meczu z Chinezulem Timișoarą. Zespół Unirei spadł pod koniec sezonu, a Steinbach pozostał w drużynie, pomagając jej w zdobyciu awansu z powrotem do pierwszej ligi. Karierę zakończył w 1940 w klubie Olympia Bukareszt.
| Sezon   | Klub                      | Kraj    | Rozgrywki           | Mecze | Bramki |
| ------- | ------------------------- | ------- | ------------------- | ----- | ------ |
| 1925/26 | RGM Timișoara             | Rumunia | Mistrzostwa Rumunii |       |        |
| 1926/27 | RGM Timișoara             | Rumunia | Mistrzostwa Rumunii |       |        |
| 1927/28 | RGM Timișoara             | Rumunia | Mistrzostwa Rumunii |       |        |
| 1928/29 | Colțea Brașov             | Rumunia |                     |       |        |
| 1929/30 | Unirea Tricolor Bukareszt | Rumunia |                     |       |        |
| 1930/31 | Unirea Tricolor Bukareszt | Rumunia |                     |       |        |
| 1931/32 | Unirea Tricolor Bukareszt | Rumunia |                     |       |        |
| 1932/33 | Unirea Tricolor Bukareszt | Rumunia | Liga I              | 12    | 0      |
| 1933/34 | Unirea Tricolor Bukareszt | Rumunia | Liga I              | 14    | 1      |
| 1934/35 | Unirea Tricolor Bukareszt | Rumunia | Liga I              | 22    | 0      |
| 1935/36 | Unirea Tricolor Bukareszt | Rumunia | Liga I              | 19    | 3      |
| 1936/37 | Unirea Tricolor Bukareszt | Rumunia | Liga I              | 20    | 0      |
| 1937/38 | Unirea Tricolor Bukareszt | Rumunia | Liga I              | 3     | 0      |
| 1938/39 | Unirea Tricolor Bukareszt | Rumunia | Liga II             |       |        |
| 1939/40 | Olympia Bukareszt         | Rumunia |                     |       |        |

## Kariera reprezentacyjna
Steinbach został w 1930 powołany na Mistrzostwa Świata rozgrywane w Urugwaju. Na turnieju pełnił rolę zawodnika rezerwowego.  
Debiut Steinbacha w drużynie narodowej miał miejsce 12 października 1930. Przeciwnikiem była Bułgaria, a mecz zakończył się porażką Rumunii 3:5. 
Po raz ostatni w reprezentacji zagrał 1 września 1935 w meczu przeciwko Szwecji, przegranym 1:7. Łącznie w latach 1930–1935 zagrał w 18 spotkaniach reprezentacji Rumunii.
| Mecze i gole w reprezentacji | Mecze i gole w reprezentacji | Mecze i gole w reprezentacji | Mecze i gole w reprezentacji | Mecze i gole w reprezentacji | Mecze i gole w reprezentacji | Mecze i gole w reprezentacji |
| #                            | Data                         | Miasto                       | Przeciwnik                   | Gol                          | Wynik                        | Rozgrywki                    |
| ---------------------------- | ---------------------------- | ---------------------------- | ---------------------------- | ---------------------------- | ---------------------------- | ---------------------------- |
| 1.                           | 12.10.1930                   | Sofia                        | Bułgaria                     |                              | 3:5                          | Balkan Cup                   |
| 2.                           | 10.05.1931                   | Bukareszt                    | Bułgaria                     |                              | 5:2                          | Balkan Cup                   |
| 3.                           | 28.06.1931                   | Zagrzeb                      | Jugosławia                   |                              | 4:2                          | Balkan Cup                   |
| 4.                           | 23.08.1931                   | Warszawa                     | Polska                       |                              | 3:2                          | towarzyski                   |
| 5.                           | 26.08.1931                   | Kowno                        | Litwa                        |                              | 4:2                          | towarzyski                   |
| 6.                           | 20.09.1931                   | Oradea                       | Czechosłowacja               |                              | 4:1                          | Puchar Europy Środkowej      |
| 7.                           | 04.10.1931                   | Budapeszt                    | Węgry                        |                              | 0:4                          | Puchar Europy Środkowej      |
| 8.                           | 29.11.1931                   | Ateny                        | Grecja                       |                              | 4:2                          | Balkan Cup                   |
| 9.                           | 08.05.1932                   | Bukareszt                    | Austria                      |                              | 4:1                          | Puchar Europy Środkowej      |
| 10.                          | 12.06.1932                   | Bukareszt                    | Francja                      |                              | 6:3                          | towarzyski                   |
| 11.                          | 26.06.1932                   | Belgrad                      | Bułgaria                     |                              | 0:2                          | Balkan Cup                   |
| 12.                          | 28.06.1932                   | Belgrad                      | Grecja                       |                              | 3:0                          | Balkan Cup                   |
| 13.                          | 03.07.1932                   | Belgrad                      | Jugosławia                   |                              | 1:3                          | Balkan Cup                   |
| 14.                          | 02.10.1932                   | Bukareszt                    | Polska                       |                              | 0:5                          | towarzyski                   |
| 15.                          | 04.06.1933                   | Bukareszt                    | Bułgaria                     |                              | 7:0                          | Balkan Cup                   |
| 16.                          | 08.06.1933                   | Bukareszt                    | Grecja                       |                              | 1:0                          | Balkan Cup                   |
| 17.                          | 25.08.1935                   | Erfurt                       | III Rzesza                   |                              | 2:4                          | towarzyski                   |
| 18.                          | 01.09.1935                   | Sztokholm                    | Szwecja                      |                              | 1:7                          | towarzyski                   |

## Kariera trenerska
Steinbach zaczął trenować w 1934, będąc jednocześnie aktywnym zawodnikiem Unirea Tricolor Bukareszt. W ciągu trzech sezonów jego największym osiągnięciem było dotarcie do finału Pucharu Rumunii w 1936, który przegrał 1:5 z Ripensią Timișoarą. 
Po II wojnie światowej Steinbach ze względu na swoje niemieckie pochodzenie został zesłany na jakiś czas na roboty przymusowe do ZSRR, Józef Stalin uznał, że wykonywanie przez Niemców pracy przymusowej jest dla Niemców sposobem na zapłatę „reparacji wojennych”. 
W 1947 roku został trenerem ITA Arad, pomagając drużynie zdobyć drugi tytuł w historii klubu. Również w tym samym sezonie drużyna zdobyła Pucharu Rumunii. W 1948 przez krótki czas trenował reprezentację Rumunii, odchodząc po porażce 0:9 na wyjeździe z Węgrami. Następnie trafił do CFR / Locomotiva Bukareszt, z którym w sezonach 1948/49 i 1950 zajął drugie miejsce w lidze. 
Steinbach pracował przez kilka lat w ośrodku młodzieżowym Dinama Bukareszt. Jego największym osiągnięciem na poziomie juniorów było dotarcie do finału Mistrzostw Europy do lat 18 w 1960 z reprezentacją Rumunii do lat 18.
W kolejnych latach pracował w Farul Konstanca, oraz przez pewien czas przebywał w zachodnich Niemczech w drużynie Weiden, gdzie rekomendował go Helmut Schön. Następnie wrócił do kraju w 1968 roku, aby trenować drużynę z niższej ligi, Ceahlăul Piatra Neamț, a następnie w 1969 w AS Armata Târgu Mureș. Petre Steinbach ma na koncie łącznie 190 meczów jako menadżer w najwyższej klasie rozgrywkowej Rumunii, na co składa się 78 zwycięstw, 36 remisów i 76 porażek.

## Sukcesy

### Zawodnik
Unirea Tricolor Bukareszt
- Liga II (1): 1938/39
- Finał Pucharu Rumunii (1): 1935/36

### Trener
Unirea Tricolor Bukareszt
- Liga II (1): 1938/39
- Finał Pucharu Rumunii (1): 1935/36

ITA Arad
- Mistrzostwo Liga I (1): 1947/1948
- Puchar Rumunii (1): 1947/1948